# 凱莉·納西翁
凱羅琳·阿梅利亞·納西翁（英文：Caroline Amelia Nation，1846年11月25日—1911年6月9日），常被稱為凱莉或凱莉·納西翁。美國教師、歷史學家、禁酒令正式實施前反對酒精濫用運動激進主義者，因其為宣揚禁酒理念出現在各類飲酒場所（尤其是小酒吧）并以隨身携帶的紅色斧頭劈爛木製吧檯、酒桌等激進措施而廣爲人知。凱莉也是美國早期女性自主權關注者及評論家，她拒絕穿著當時流行的紧身衣物（即束腹）並向女性同儕推廣這一理念，因其認爲這種緊身衣會对因擠壓到重要器官而產生有害影響。她曾對自身評價道：“我只是忠於耶穌并爲其奔跑的鬥牛犬，對著他不喜之事務吠出激烈的吼叫”並堅稱其“摧毀酒吧，完全是受到上帝的旨意”

## 生平

### 早年生活與第一次婚姻
凯羅琳·阿梅利亞·摩爾出生於美國中部肯塔基州加勒德縣，為乔治·摩尔與瑪麗·坎貝爾之女。其父是愛爾蘭裔美國富農、股票交易商與南北戰爭爆發前的奴隸主。雖家境整體并不穷困，但凱莉早年生活卻稱不上安穩；她年幼時體弱多病，家庭也随后因經濟問題而家道中落。在經歷幾次搬家后，於1854年定居密蘇裏州貝爾頓。她的早年教育并不受到父親重視，故只受過非正式的私家教育。
據悉，摩爾家族的許多成員都患有各類程度不同的精神疾病，例如凱莉的母親瑪麗·摩尔就患有妄想症。有人因此猜測，正是由於母親精神狀況的不穩定，为避人口舌，他們才頻繁搬家。关于摩爾夫人精神狀況的一些傳聞也有被記述；比如有人曾目擊她在社交場合的穿著都極爲華麗，问及时她还堅稱自己是“維多利亞女王”。瑪麗自1890年8月被长子送如位於密蘇裏州內華達鎮的療養院，直至1893年9月28日因病去世。
密蘇裏州在1862年受到南北內戰波及，他們因此搬遷至遠離戰火的德克薩斯州。然而父親喬治在德克薩斯州为重振旗鼓的事業並不順利，於是他又舉家遷回密蘇裏州卡斯縣的海格羅夫農場。但當聯邦軍隊攻剋密蘇里州時，卻要求他們撤離該農場，因此他們又遷到堪薩斯城。在內戰結束後，摩爾一家終於回到了他們熟悉的家。
1865年，凱莉遇到了她的初戀——查爾斯·格羅伊德，他一位年輕的醫生、老師，也曾作爲聯邦軍人為廢除奴隸制而戰，但酗酒。他在摩爾家農場附近的小學任教，同時將診所開設于此。他最後選擇在密蘇裏州的霍爾登定居，并正式向凱莉正式求婚；然而凱莉的父母堅決反對，其中最大的問題還是因查爾斯酗酒。儘管父母的明確反對，但他們仍然於1867年11月21日完婚。不過最終还是因查爾斯酗酒而引起婚姻矛盾，致使這對夫婦在1868年9月27日他們的女兒，夏蓮·格羅伊德出生前便分居。而查尔斯·格羅伊德也在一年后因酒精中毒猝死。
可能受丈夫酗酒離世的影響，凱莉從此便對飲酒保持著一種惡意，並成爲禁酒運動的堅定追隨者。在丈夫過世后，她通過出售父親與亡夫的遺產，另在霍爾登購置了一所房產。與前夫婆婆、女兒夏蓮一起搬到霍爾登生活，並報名入學密蘇裏州沃倫斯堡師範學院研讀歷史系.。后在1872年7月得教師證書，并于霍爾登學院任教四年。隨後獲得歷史學學位，畢業論文題目爲“古希臘哲學對美國政治的影響”

### 第二次婚姻與“神之呼召”
在1874年，凱莉走出丈夫去世的悲痛，並與大她19嵗的律師、牧师、记者——大衛·A·納西翁結婚。納西翁夫婦曾在德克萨斯州布拉佐里亚县圣伯纳德河畔周圍購置了約1700英亩（690公顷）的棉花种植場以試圖種植棉花；但由於兩人對農業與耕作方面都不是很熟悉，所以這次農務嘗試并沒有成功。大卫後于布拉佐利亚从事法律事業。凱莉·納西翁约在1880年左右從卡佐布里亞搬至哥伦比亚市，並同友人A.R.和杰西-W.帕克经营一家旅館。 她也常參與當地的卫理公的教會活動。也由於工作的原因，她沒有與丈夫同住。而是與女兒夏蓮、前夫格羅伊德之母住在酒店中。凱莉·納西翁的丈夫還與哥伦比亚市的西南方向有經營一家馬鞍店。他們在最後搬家到德州里士滿，並正式於此經營著一家旅館，定居生活。
然而好景不長，因爲大衛很快被捲入民主黨兩個派系理念不同而引發的流血衝突内——即杰伯德-伍德佩克戰爭。

稍後她自稱受到了神啓；
....翌日清晨，我在熟睡中被一個神秘的聲音喚醒，“祂”在我的心中言語著“往基奥瓦処去罷”此時我的手被緩緩地擡起、放下，而祂又以喃喃自语地重複説道：“我必立於汝身旁”“往基奥瓦処去罷”这兩句话，是如天籟般低沉而柔和的语调。但 "我必立于汝身旁 "这句话卻是清晰、积极而又肯定的。於是我就對此“神啓”留下了非常的深刻印象，且它的涵括又是如此簡單明瞭——也即“拿著手中所持之物，往基爾瓦砸去，並摧毀他們！”